# Aciurina idahoensis
Aciurina idahoensis är en tvåvingeart som beskrevs av Steyskal 1984. Aciurina idahoensis ingår i släktet Aciurina och familjen borrflugor. Inga underarter finns listade i Catalogue of Life.